# 1940 w polityce

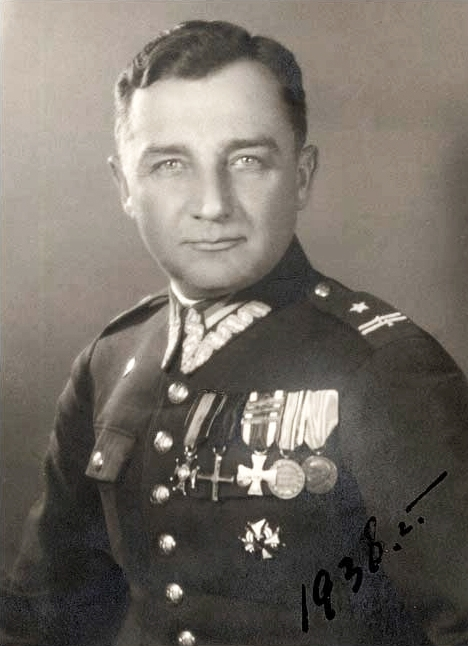
Major Henryk Dobrzański, „Hubal”

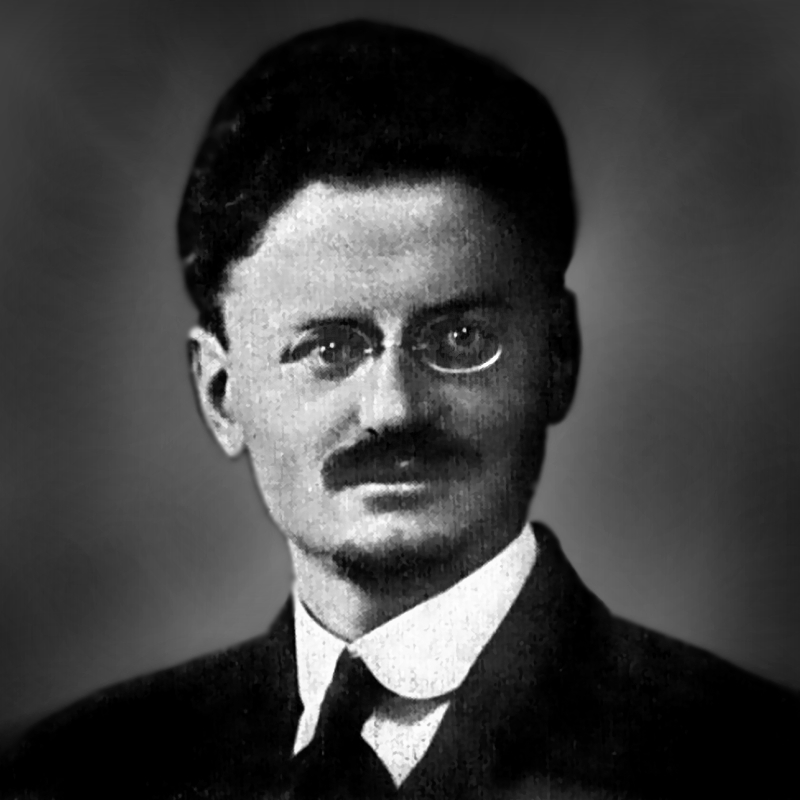
Lew Trocki

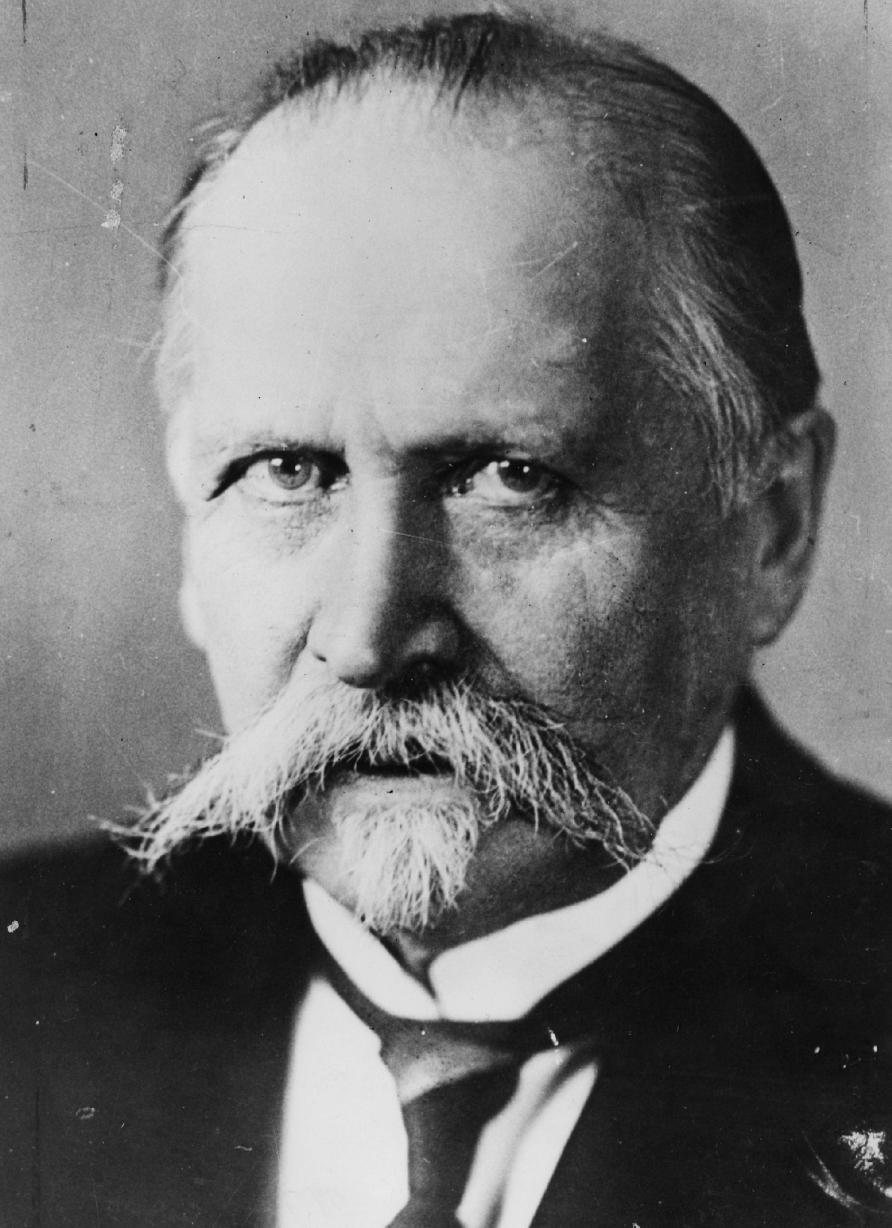
Kyösti Kallio

Wydarzenia polityczne w 1940 roku.

## Styczeń
- 4 stycznia – we Francji podpisano polsko-francuską umowę o utworzeniu polskich jednostek wojskowych na obszarze Francji[1].

## Luty
- Powołano do życia Polityczny Komitet Porozumiewawczy[1].

## Marzec
- Zbrodnia katyńska
- 17 marca – urodził się Jacek Baluch, filolog bohemista, działacz „Solidarności” internowany w stanie wojennym, dyplomata, w latach 1990–1995 ambasador RP w Czechosłowacji i Czechach[2].
- 29 marca – urodził się Graham Booth, brytyjski eurodeputowany[3].

## Kwiecień
- 3 kwietnia – w Kozielsku, Starobielsku i Ostaszkowie rozpoczęto wywóz przetrzymywanych tam polski żołnierzy na miejsca straceń[1].
- 10 kwietnia – brytyjski komandor Bernard Warburton-Lee zginął w czasie walk pod Narvikiem[4].
- 27 kwietnia – z rozkazu Heinricha Himmlera założono obóz koncentracyjny Auschwitz[1].
- 30 kwietnia – zginął Henryk Dobrzański, ps. „Hubal”, dowódca Oddziału Wydzielonego Wojska Polskiego[5].

## Maj
- 27 maja – George Coventry, 10. hrabia Coventry, zginął w czasie odwrotu wojsk w kierunku Dunkierki[6].

## Czerwiec
- 10 czerwca – rząd włoski wypowiedział wojnę Francji i Wielkiej Brytanii. Benito Mussolini zamierzał podbić Niceę, Sabaudię, Korsykę i Tunis[1].
- 21 czerwca – w Palmirach zginął Maciej Rataj, marszałek Sejmu[7].
- 22 czerwca – podpisanie rozejmu w Compiègne[8].

## Lipiec
- 7 lipca – urodził się Jerzy Buzek, premier[9].

## Sierpień
- 3 sierpnia – po okupacji Litwy, zainstalowano tam rząd marionetkowy i przeprowadzono sfałszowane wybory. Litwę wcielono do Związku Radzieckiego. W następnych dniach ZSRR wcielił do siebie Łotwę i Estonię[1].
- 13 sierpnia – niemiecki atak powietrzny na Wielką Brytanię pod kryptonimem Adlerangriff w ramach Bitwy o Anglię[10].
- 20 sierpnia – zamach na Lwa Trockiego[11].
- 21 sierpnia – Lew Trocki umarł w szpitalu[12].

## Wrzesień
- 27 września – Niemcy, Włochy i Japonia podpisały pakt trzech[1].

## Grudzień
- 19 grudnia — zmarł Kyösti Kallio, premier i prezydent Finlandii[13].
- 25 grudnia (oficjalnie 1 stycznia 1941) – urodził się Henryk Wujec, opozycjonista[14].